# Verpillières-sur-Ource
Verpillières-sur-Ource és un municipi francès situat al departament de l'Aube i a la regió del Gran Est. L'any 2007 tenia 119 habitants.

## Demografia

### Població
El 2007 la població de fet de Verpillières-sur-Ource era de 119 persones. Hi havia 52 famílies de les quals 28 eren unipersonals (8 homes vivint sols i 20 dones vivint soles), 4 parelles sense fills i 20 parelles amb fills.
La població ha evolucionat segons el següent gràfic:
Habitants censats

### Habitatges
El 2007 hi havia 87 habitatges, 56 eren l'habitatge principal de la família, 26 eren segones residències i 5 estaven desocupats. Tots els 87 habitatges eren cases. Dels 56 habitatges principals, 48 estaven ocupats pels seus propietaris, 5 estaven llogats i ocupats pels llogaters i 3 estaven cedits a títol gratuït; 3 tenien dues cambres, 5 en tenien tres, 15 en tenien quatre i 33 en tenien cinc o més. 45 habitatges disposaven pel capbaix d'una plaça de pàrquing. A 28 habitatges hi havia un automòbil i a 18 n'hi havia dos o més.

### Piràmide de població
La piràmide de població per edats i sexe el 2009 era:
| Homes | Edats   | Dones |
| ----- | ------- | ----- |
| 0     | 95 o +  | 0     |
| 0     | 90 a 94 | 0     |
| 0     | 85 a 89 | 0     |
| 0     | 80 a 84 | 0     |
| 0     | 75 a 79 | 8     |
| 4     | 70 a 74 | 16    |
| 4     | 65 a 69 | 0     |
| 0     | 60 a 64 | 8     |
| 4     | 55 a 59 | 0     |
| 0     | 50 a 54 | 0     |
| 4     | 45 a 49 | 0     |
| 4     | 40 a 44 | 4     |
| 8     | 35 a 39 | 8     |
| 4     | 30 a 34 | 0     |
| 0     | 25 a 29 | 0     |
| 0     | 20 a 24 | 4     |
| 4     | 15 a 19 | 4     |
| 0     | 10 a 14 | 4     |
| 4     | 5 a 9   | 12    |
| 4     | 0 a 4   | 0     |

## Economia
El 2007 la població en edat de treballar era de 72 persones, 50 eren actives i 22 eren inactives. De les 50 persones actives 47 estaven ocupades (27 homes i 20 dones) i 3 estaven aturades (3 dones i 3 dones). De les 22 persones inactives 11 estaven jubilades, 7 estaven estudiant i 4 estaven classificades com a «altres inactius».

### Ingressos
El 2009 a Verpillières-sur-Ource hi havia 52 unitats fiscals que integraven 123 persones, la mediana anual d'ingressos fiscals per persona era de 19.142 €.

### Activitats econòmiques
Dels 5 establiments que hi havia el 2007, 1 era d'una empresa extractiva, 1 d'una empresa alimentària, 2 d'empreses de construcció i 1 d'una empresa immobiliària.
Dels 2 establiments de servei als particulars que hi havia el 2009, 1 era un paleta i 1 electricista.
L'any 2000 a Verpillières-sur-Ource hi havia 17 explotacions agrícoles que ocupaven un total de 344 hectàrees.

## Poblacions més properes
El següent diagrama mostra les poblacions més properes.